# شلالات يوسمايت
شلالات يوسمايت (بالإنجليزية: Yosemite Falls) هو أعلى شلال في أمريكا الشمالية وتقع في منتزه يوسمايت الوطني في سييرا نيفادا في كاليفورنيا ، وهو نقطة جذب رئيسية في الحديقة، وخصوصا في أواخر الربيع عندما يكون تدفق المياه في ذروتها. وهو يرتفع (739 م) وبهذا يكون سادس أعلى شلال في العالم وتصب مياه الشلال على نهر ميرس .